# N6-Metiladenozin
6-Metiladenozin je često prisutan u iRNK i prisutan je u nekim virusima, i većini eukariota uključujući sisare, insekte, biljke i kvasce. On je takoše nađen u tRNK, rRNK, i snRNK kao i u nekoliko dugo kodirajućih RNK, poput Xist.